# 안종화
안종화(安鍾和, 일본식 이름: 安田辰雄, 야스다 다츠오, 본명: 안용희, 본명 한자: 安龍熙, 1902년 1월 21일 ~ 1966년 8월 21일)는 일제강점기부터 활동한 대한민국의 배우 겸 영화 감독, 연극 연출가 출신이다.

## 주요 대표 경력
- 서라벌예술초급대학 학장
- 중앙대학교 초빙교수

## 생애
한성부에서 명문가의 후손으로 태어났다. 가정에서 아버지에게서 한학을 배우다가 신교육을 받기 시작하면서 문예 방면에서 소질을 드러냈다. 1922년 일본 도쿄에 체류 중이던 조선인 유학생들이 함경남도 함흥부에서 창립한 연극단체 예림회(藝林會)에서 문예부장을 맡아 공연예술계에 모습을 드러냈다. 이때 안종화는 아들이 예술 분야에서 일하는 것을 못마땅해 하는 아버지의 눈을 피해 몰래 함흥으로 간 것이었다.
예림회가 해체된 뒤 부산에 잠시 내려가 무대예술연구회에서 참가했다가 이 단체가 일본인이 세운 영화사인 조선키네마주식회사로 흡수되면서 영화계로 활동 무대를 옮겼다. 1925년 제주도에서 촬영된 《해의 비곡》에 아버지와 아들의 1인 2역으로 출연하는 등 1920년대 중반부터 영화 배우로 활발한 활동을 했다.
1927년 조선프롤레타리아예술가동맹의 산파 역할을 한 조선영화예술협회에 가담했고, 1928년 최초의 카프 영화인 《유랑》을 제작했다. 1930년대에는 활발한 영화 연출 작업으로 《꽃장사》, 《노래하는 시절》, 《청춘의 십자로》, 《은하에 흐르는 정열》, 《역습》, 《인생항로》 등을 내놓아, 한국 영화의 맹아기인 이 시기에 주도적인 역할을 한 영화인이었다. 2008년 기준으로 대한민국 국내에 현존하는 극영화 중 가장 오래된 작품도 안종화의 《청춘의 십자로》이다. 신파극 정서에서 벗어난 신극의 보급에 노력했다.
일제강점기 말기에 어용 단체인 조선영화협단을 조직하고 내선일체를 표방하는 조선영화인협회의 임원을 지내 친일 영화 제작에 독려했다. 《매일신보》에 〈신체제에 순응하는 조선영화의 장래〉, 〈전환쇄신의 시 영화의 국가사명〉과 같은 친일 논설을 싣기도 했다. 특히 조선영화인협회가 검열을 담당하고 친일 활동을 실무적으로 전담할 수 있도록 산하 조직으로 설치한 영화인기능심사위원회에서도 중심적인 역할을 하였다.
본업인 영화 외에도 친일 단체인 황도학회와 조선임전보국단의 발기인을 역임하여, 영화계에서는 친일 행적이 가장 뚜렷한 편에 속한다. 이때문에 후에 친일 행적에 대한 의견이 분분했고, 2008년 민족문제연구소가 발표한 친일인명사전 수록예정자 명단 연극/영화 부문, 2009년 친일반민족행위진상규명위원회가 발표한 친일반민족행위 705인 명단에도 포함되었다.
광복 후에는 1945년 말 결성된 조선영화동맹 중앙집행위원장을 맡았다가, 영화동맹의 주도권을 좌익 계열 영화인들이 잡게 되면서 이탈한 영화인들의 모임 영화감독구락부에 참가 하는 등 우익 계열에서 활동했다. 한국영화인협회의 전신인 대한영화협의회가 조직될 때도 이를 주도했다. 이후 서라벌예술대학 학장을 지냈고 대한민국예술원 회원이 되었으며 문화훈장도 수여받았다.
1930년 《꽃장사》와 《노래하는 시절》을 연출해 감독으로 데뷔한 이래 광복 후에는 《사도세자》 (1956), 《천추의 한》 (1956), 《춘향전》 (1958) 등 사극 및 시대극을 주로 만들었다. 안종화의 조감독으로 연출 수업을 받은 제자 중에는 이만희가 있다. 저서로 초창기 연극계를 다룬 회고록 《신극사 이야기》(1955)가 있다.

## 참고 자료
- 강옥희; 이영미; 이순진; 이승희 (2006년 12월 15일). 《식민지시대 대중예술인 사전》. 서울: 소도. 201~203쪽. ISBN 9788990626264.